# Liside
Liside o Lisi (in greco antico: Λύσις?, Lýsis; Taranto, V secolo a.C. – Tebe, IV secolo a.C.) è stato un filosofo greco antico della scuola pitagorica.

## Biografia
Fece parte della scuola dei pitagorici e scampò all'incendio provocato dai seguaci di Cilone di Crotone in cui perirono i migliori pitagorici del luogo. Cilone era per nascita, per fama e per ricchezza uno dei primi cittadini di Crotone, ma era anche aspro e violentoː essendo stato respinto dai pitagorici per questi motivi, aveva intrapreso contro di loro una guerra spietata, culminata con l'incendio della casa di Milone.
Il delitto rimase impunito e i pitagorici smisero di occuparsi di affari pubblici, delusi dall'inerzia delle popolazioni che non punirono gli autori di tale misfatto. Insieme ad Archippo, Liside si rifugiò allora a Tebe, dove fu precettore di Epaminonda e maestro di suo figlio Polimide.
Quando morì, i suoi compagni di Crotone, da cui era molto stimato, si recarono a Tebe per riavere il suo corpo.

## Opere
Scrisse molte epistole: De istitutione, De Civilitate, De Natura, che furono anche attribuite al suo maestro Pitagora.
Ci è stata tramandata una lettera apocrifa nella quale Liside rimprovera all'amico Ipparco di aver insegnato pubblicamente la dottrina della scuola dei Pitagorici e, quindi, di aver consentito a persone spiritualmente impure di impadronirsi del sapere. Questo ci porta a conoscenza di come i Pitagorici non lasciassero nulla per iscritto, tramandando il sapere solo oralmente e solo a coloro i quali avessero purificato il proprio spirito attraverso un percorso di vita basato su saldi principi e regole etiche.
Lo stesso Pitagora avrebbe lasciato per testamento alla figlia Damo alcuni suoi scritti, chiedendole però che nessuno estraneo alla famiglia ne venisse in possesso.